# Lose Yourself
Lose Yourself (englisch für „Verlier dich“) ist ein Lied des US-amerikanischen Rappers Eminem. Der Song wurde am 22. Oktober 2002 als erste Singleauskopplung aus dem Soundtrack Music from and Inspired by the Motion Picture 8 Mile veröffentlicht. Sein Inhalt sowie das Musikvideo beruhen auf dem Film 8 Mile, in dem Eminem die Hauptrolle spielt. Das Lied selbst ist im Abspann des Films zu hören. Außerdem ist der Song auf Eminems Best-of-Album Curtain Call: The Hits enthalten.
Lose Yourself ist eines der erfolgreichsten Lieder der Hip-Hop-Geschichte und erreichte in vielen Ländern die Chartspitze. In den deutschen Charts der gesamten 2000er belegte es Platz 44. Mit weltweit über 22 Millionen zertifizierten Verkäufen ist es eine der meistverkauften Singles von Eminem.

## Inhalt

Logo des Films 8 Mile

In der ersten Strophe beschreibt Eminem rappend die Szene am Anfang des Films 8 Mile, indem er die Anspannung der Figur Rabbit, deren Versagen bei einem Rap-Battle und die anschließende Rückkehr in ihr unterdurchschnittliches Leben thematisiert. Die anderen beiden Strophen beschreiben autobiografisch Eminems Probleme, den Einstieg in die Rapszene zu finden und sich gleichzeitig um seine Tochter zu kümmern, wobei er betont, dass dies sein wahres Leben und kein Film sei („There’s no Mekhi Phifer“).
Laut Eminem geht es in dem Song darum, „sich in der Musik zu verlieren, jedes Hindernis zu beseitigen, alle Zwischenrufe zu ignorieren, auszublenden, was alle an dir zu bemängeln haben, dich selbst und deine eigene Stimme zu finden und ganz dazu zu werden.“ Diese Aussage korrespondiert mit der Rolle Eminems im Film, die in der Eröffnungsszene genau daran scheitert, am Ende dann aber den Inhalt des Songs lebt und über seinen Rivalen sowie seine negative Einstellung triumphiert.

## Stil und Produktion
Am Anfang des Liedes ist ein Rauschen ähnlich dem einer Schallplatte zu hören. Daraufhin setzen eine Klaviermelodie und im Hintergrund ein orgelähnlicher Klang eines Keyboards ein. Nach etwa einer halben Minute wird die bisherige Musik von einer E-Gitarre und einem E-Bass abgelöst und Eminem spricht im Stile eines Spoken-Word-Vortrages die Einleitung:

„Look… if you had… one shot, or one opportunity

To seize everything you ever wanted… in one moment

Would you capture it… or just let it slip?“

Diese Zeilen sind in ähnlicher Form auch auf der Rückseite der DVD-Hülle des Films 8 Mile abgedruckt. Auf dem Bild von Eminem auf der Vorderseite sieht man, wie er sich die Einleitung auf die Hand schreibt.
Während er anfängt, die erste Strophe zu rappen, kommt eine programmierte Bassdrum hinzu. Der ebenfalls programmierte Beat, aus Snare und Hi-Hat bestehend, setzt erst in der Mitte der Strophe ein. Die Snare liegt auf dem zweiten und vierten Taktschlag. Im Refrain des Stückes kommen ein kurz angespielter Keyboard-Klang sowie eine Klaviermelodie hinzu. In der zweiten und dritten Strophe bleibt das Muster gleich, nach der zweiten Wiederholung des Refrains wird das Instrumental des Stückes weitergespielt. Nach etwa einer dreiviertel Minute und einer Gesamtspielzeit des Liedes von 5:26 Minuten wird es durch eine Ausblendung beendet.
Lose Yourself wurde von Eminem, Jeff Bass und Luis Resto geschrieben und von Eminem mit Hilfe von Bass produziert. E-Gitarre, E-Bass und Keyboards wurden von Bass eingespielt, weitere Keyboards und Programmierungen stammen von Resto. Der Beat wurde von Eminem programmiert.
Auf der Enhanced CD befinden sich zusätzlich das Video des Songs und ein Trailer zum Film.

## Musikvideo
Das Video zu Lose Yourself kombiniert Szenen aus 8 Mile mit neugedrehten Aufnahmen. In denen sieht man Teile von Eminems Heimatstadt Detroit, etwa die Ambassador Bridge, sowie Eminem rappend vor einem Straßenschild mit der Aufschrift „8 Mile Rd – Mobile Court“ und des Weiteren Szenen, in denen er sein Leben als Rapstar nachspielt und Lose Yourself auf einer Bühne rappt. Dabei wird auch die Entfremdung zu seiner Tochter deutlich, die er im Songtext thematisiert („He goes home and barely knows his own daughter“).
Regie führten Eminem, sein Manager Paul Rosenberg und Philip Atwell.
Das Video erhielt den letzten vergebenen MTV Video Music Award 2003 in der Kategorie Best Video from a Film und war unter anderem als Video of the Year nominiert.

## Auftritte
Eminem trat mit Lose Yourself mehrmals bei bedeutenden Shows auf. Bei den Grammy Awards 2003 gab es eine Performance von ihm zusammen mit The Roots zu sehen. 2009 trat er mit dem Stück bei Jimmy Kimmel Live! auf. Bei der Oscarverleihung 2020 trat er damit als Überraschungsgast auf.

## Rezeption

### Auszeichnungen
Lose Yourself war 2003 das erste Rapstück, das einen Oscar für den Besten Song erhielt, womit es Lieder von unter anderem U2 und Paul Simon schlug. Eminem war bei der Verleihung allerdings nicht anwesend, angeblich, da der Song bei einem Auftritt hätte zensiert werden müssen. Eine andere Begründung lautet schlicht, die Verleihung entspreche nicht Eminems Vorstellung von einer Veranstaltung (“it ‚wasn't his sort of gig‘”).
2004 gewann Eminem zwei Grammy Awards in den Kategorien Best Male Rap Solo Performance und Best Rap Song. Zudem war Lose Yourself als Record of the Year und Song of the Year nominiert.

#### Gewonnen
- ASCAP Pop Music Awards
  - 2004: in der Kategorie „Most Performed Song“

- BMI Film/TV Awards[12]
  - 2003: in der Kategorie „Best Music“
  - 2003: in der Kategorie „Most Performed Song from a Motion Picture“

- Detroit Music Awards[13]
  - 2003: in der Kategorie „Outstanding National Single“

- Grammy Awards
  - 2004: in der Kategorie „Bester Rapsong“
  - 2004: in der Kategorie „Beste männliche Solodarbietung – Rap“

- MTV Video Music Awards
  - 2003: in der Kategorie „Best Video from a Film“

- MTV Video Music Awards Japan
  - 2003: in der Kategorie „Best Video from a Film“

- Oscar
  - 2003: in der Kategorie „Bester Song“

#### Nominiert
- BET Awards
  - 2003: in der Kategorie „Video of the Year“

- Grammy Awards
  - 2004: in der Kategorie „Single des Jahres“
  - 2004: in der Kategorie „Song des Jahres“
  - 2004: in der Kategorie „Bester Song geschrieben für Film, Fernsehen oder visuelle Medien“

- Golden Globe Awards
  - 2003: in der Kategorie „Bester Filmsong“

- MTV Video Music Awards
  - 2003: in der Kategorie „Video of the Year“
  - 2003: in der Kategorie „Best Male Video“
  - 2003: in der Kategorie „Best Rap Video“

- MuchMusic Video Awards
  - 2003: in der Kategorie „UR Fave: International Artist“

### Rezensionen
Die meisten Kritiker bewerteten den Song sehr positiv. Von der Musikzeitschrift Rolling Stone wurde Lose Yourself 2004 auf Platz 166 der „500 besten Songs aller Zeiten“ gewählt, die höchste Platzierung eines Songs aus dem 21. Jahrhundert. Das American Film Institute platzierte den Song im selben Jahr auf Platz 93 der „100 besten Filmsongs Amerikas“. 2003 fand sich das Lied auf Platz 4 der „Liste der bedeutendsten Songs der letzten 25 Jahre“, zusammengestellt vom Fernsehsender VH1, wieder.

### Einfluss
Der Erfolg von Lose Yourself lässt sich auch durch den Einfluss des Songs auf andere Künstler und die Popkultur nachweisen.
- In der Episode Voll in den Arsch gefickt der Animationsserie South Park wird eine Lose Yourself ähnliche Melodie angespielt.[15]
- In der 14. Folge der zweiten Staffel der humoristischen Agentenserie Chuck zitiert Jeff das Intro von Lose Yourself um seinem besten Freund und Bandkollegen Lester klarzumachen, was für eine große Chance es wäre, auf Debbies (Chucks Schwester) Hochzeit zu spielen.[16]
- Der 2003 von Weird Al Yankovic veröffentlichte Song Couch Potato parodiert Lose Yourself.[17] Eminem untersagte dem Musiker allerdings, ein Musikvideo zu dem Stück zu drehen.[18]
- Die Tournee zwischen 2005 und 2006 von Queen + Paul Rodgers wurde mit Lose Yourself eröffnet.[19]
- Die erste Episode der dritten Staffel von Instant Star ist nach dem Lied benannt.
- Die Schauspielerin Jodie Foster rezitierte den Refrain von Lose Yourself als Appell an die Absolventen bei ihrer Abschlussrede an der University of Pennsylvania 2006.[20][21]
- Taylor Swift eröffnet viele ihrer Konzerte mit einer Countryversion des Liedes.[22]
- The Script nahmen 2008 eine rockige Version des Stückes auf und veröffentlichten sie auf ihrer Single Breakeven.
- Der damalige Bundestrainer Jürgen Klinsmann nutzte den Song während der Fußball-Weltmeisterschaft 2006 in Deutschland mehrfach zur unmittelbaren Vorbereitung und Motivation der deutschen Nationalmannschaft in der Kabine.[23]
- Der Song ist das Titellied der deutschen Fernsehserie Lenßen & Partner (als Instrumental-Version).
- Die deutsche Rockband Guano Apes veröffentlichten im September 2017 eine Coverversion des Songs als Single.

## Kommerzieller Erfolg

### Chartplatzierungen
Lose Yourself ist neben Love the Way You Lie Eminems kommerziell erfolgreichste Single. In beinahe allen bedeutenden Musik-Charts auf der ganzen Welt erreichte das Lied die Spitzenposition. In Deutschland stieg es am 16. Dezember 2002 auf Platz 2 ein und blieb sieben Wochen lang auf diesem. Insgesamt hielt sich Lose Yourself 34 Wochen in den Top 100, davon zwölf Wochen in den Top 10. Besonders erfolgreich war Lose Yourself in Australien, wo das Lied auf Platz 1 einstieg und sich zwölf Wochen lang dort halten konnte.
| ChartsChartplatzierungen       | Höchstplatzierung | Wochen |
| ------------------------------ | ----------------- | ------ |
| Deutschland (GfK)              | 2 (34 Wo.)        | 34     |
| Österreich (Ö3)                | 1 (32 Wo.)        | 32     |
| Schweiz (IFPI)                 | 1 (149 Wo.)       | 149    |
| Vereinigte Staaten (Billboard) | 1 (24 Wo.)        | 24     |
| Vereinigtes Königreich (OCC)   | 1 (52 Wo.)        | 52     |

| ChartsJahrescharts (2003)      | Platzierung |
| ------------------------------ | ----------- |
| Deutschland (GfK)              | 6           |
| Österreich (Ö3)                | 6           |
| Schweiz (IFPI)                 | 12          |
| Vereinigte Staaten (Billboard) | 28          |
| Vereinigtes Königreich (OCC)   | 25          |

| ChartsJahrescharts (2023) | Platzierung |
| ------------------------- | ----------- |
| Schweiz (IFPI)            | 48          |

| ChartsJahrescharts (2000–2009) | Platzierung |
| ------------------------------ | ----------- |
| Vereinigte Staaten (Billboard) | 28          |

### Auszeichnungen für Musikverkäufe
In Deutschland erhielt das Stück für über 1,8 Millionen Verkäufe im Jahr 2024 eine dreifache Platin-Schallplatte, womit es der kommerziell erfolgreichste Song des Rappers hierzulande ist und zu den meistverkauften Rapsongs in Deutschland zählt. Mit mehr als 22 Millionen zertifizierten Verkäufen ist es zudem eine der meistverkauften Singles von Eminem weltweit und zählt generell zu den kommerziell erfolgreichsten Rapsongs.
| Land/Region                  | Auszeichnungen für Musikverkäufe (Land/Region, Auszeichnung, Verkäufe) | Verkäufe   |
| ---------------------------- | ---------------------------------------------------------------------- | ---------- |
| Australien (ARIA)            | 20× Platin                                                             | 1.400.000  |
| Belgien (BRMA)               | Platin                                                                 | 40.000     |
| Brasilien (PMB)              | Platin                                                                 | 60.000     |
| Dänemark (IFPI)              | 3× Platin                                                              | 270.000    |
| Deutschland (BVMI)           | 3× Platin                                                              | 1.800.000  |
| Finnland (IFPI)              | Gold                                                                   | 5.000      |
| Frankreich (SNEP)            | Gold                                                                   | 386.000    |
| Griechenland (IFPI)          | Platin                                                                 | 20.000     |
| Italien (FIMI)               | 3× Platin                                                              | 150.000    |
| Japan (RIAJ)                 | Gold (Mobile Download) · + 3× Platin (Ringtone) · + Gold (Download)    | 950.000    |
| Kanada (MC)                  | 6× Platin                                                              | 600.000    |
| Neuseeland (RMNZ)            | 8× Platin                                                              | 240.000    |
| Norwegen (IFPI)              | Platin                                                                 | 10.000     |
| Österreich (IFPI)            | 4× Platin                                                              | 120.000    |
| Portugal (AFP)               | 3× Platin                                                              | 30.000     |
| Schweden (IFPI)              | Platin                                                                 | 20.000     |
| Schweiz (IFPI)               | Platin                                                                 | 40.000     |
| Spanien (Promusicae)         | 2× Platin                                                              | 120.000    |
| Vereinigte Staaten (RIAA)    | 13× Platin                                                             | 13.000.000 |
| Vereinigtes Königreich (BPI) | 6× Platin                                                              | 3.600.000  |
| Insgesamt                    | 4× Gold · 70× Platin · 1× Diamant ·                                    | 22.861.000 |

Hauptartikel: Eminem/Auszeichnungen für Musikverkäufe